# Žiga Dimec
Žiga Dimec (nacido el 20 de febrero de 1993 en Celje, Eslovenia) es un jugador de baloncesto esloveno. Con 2.13 metros de estatura, juega en la posición de pívot en las filas del Krepšinio klubas Lietkabelis. Es campeón del Eurobasket 2017 con Eslovenia.

## Trayectoria
[actualizar]

## Selección nacional
En verano de 2021, fue parte de la selección absoluta eslovena que participó en los Juegos Olímpicos de Tokio 2020, que quedó en cuarto lugar.
En septiembre de 2022 disputó con el combinado absoluto esloveno el EuroBasket 2022, finalizando en sexta posición.
Durante agosto y septiembre de 2023 fue integrante de la selección de Eslovenia que participó en el Mundial de 2023 celebrado en Asia, y que finalizó en séptimo lugar.

## Palmarés
- Copa de Eslovenia: 2016
- Supercopa de Eslovenia: 2016